# Хаумаве (муниципалитет)
Хаумаве (исп. Jaumave) — муниципалитет в Мексике, штат Тамаулипас с административным центром в одноимённом посёлке. Численность населения, по данным переписи 2010 года, составила 15 105 человек.

## Общие сведения
Площадь муниципалитета равна 2663 км², что составляет 3,32 % от общей площади штата, а наивысшая точка — 1952 метра, расположена в поселении Лос-Анхелитос.
Хаумаве граничит с другими муниципалитетами штата Тамаулипас: на севере Гуэмесом, на востоке с Викторией и Льерой, на юге с Гомес-Фариасом и Окампо, на западе с Пальмильясом и Микиуаной, а на северо-западе с другим штатом Мексики — Нуэво-Леоном.

## Учреждение и состав
Муниципалитет был образован в 1825 году, в его состав входит 73 населённых пункта, самые крупные из которых:
| Код INEGI | Населённый пункт                                                                        | Численность населения (2005 год) | Численность населения (2010 год) |
| --------- | --------------------------------------------------------------------------------------- | -------------------------------- | -------------------------------- |
| 017       | Всего                                                                                   | 14021                            | 15105                            |
| 0001      | Хаумаве (исп. Jaumave) 23°24′19″ с. ш. 99°22′49″ з. д.                                  | 4766                             | 5633                             |
| 0035      | Матиас-Гарсия (исп. Matías García (La Hacienda)) 23°24′17″ с. ш. 99°26′08″ з. д.        | 723                              | 782                              |
| 0021      | Франсиско-Медрано (исп. Francisco Medrano (Las Pilas)) 23°34′44″ с. ш. 99°21′50″ з. д.  | 446                              | 514                              |
| 0064      | Сан-Хуанито (исп. San Juanito) 23°27′13″ с. ш. 99°24′51″ з. д.                          | 522                              | 512                              |
| 0029      | Хосе-Мария-Морелос (исп. José María Morelos (El Nopal)) 23°30′17″ с. ш. 99°22′34″ з. д. | 483                              | 511                              |
| 0043      | Падрон-и-Хуарес (исп. Padrón y Juárez (La Puente)) 23°20′52″ с. ш. 99°25′36″ з. д.      | 430                              | 444                              |
| 0065      | Сан-Лоренсо (исп. San Lorenzo (San Lorencito)) 23°22′13″ с. ш. 99°24′18″ з. д.          | 413                              | 432                              |
| 0057      | Сан-Антонио (исп. San Antonio) 23°35′02″ с. ш. 99°20′37″ з. д.                          | 478                              | 425                              |

## Экономика
По статистическим данным 2000 года, работоспособное население занято по секторам экономики в следующих пропорциях: сельское хозяйство, скотоводство и рыбная ловля — 42,7 %, промышленность и строительство — 26,7 %, сфера обслуживания и туризма — 29,9 %, прочее — 0,7 %.

## Инфраструктура
По статистическим данным 2010 года, инфраструктура развита следующим образом:
- электрификация: 94,9 %;
- водоснабжение: 95,8 %;
- водоотведение: 44,8 %.

## Фотографии

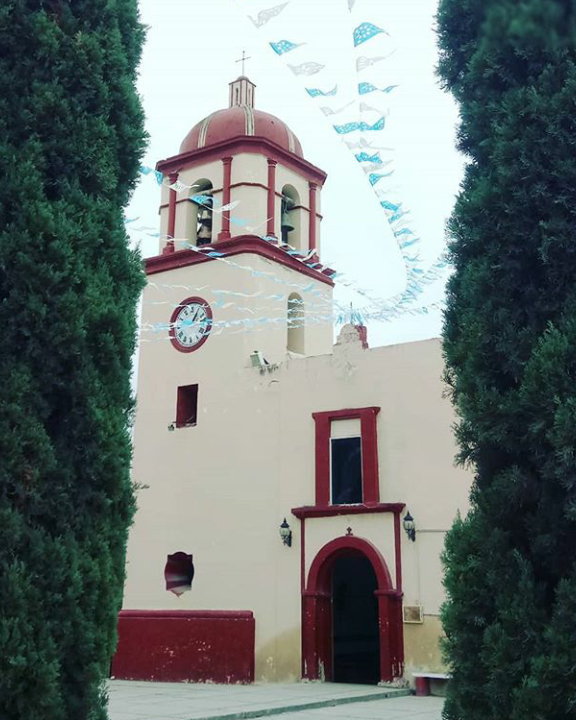
Церковь Непорочного зачатия в Хаумаве
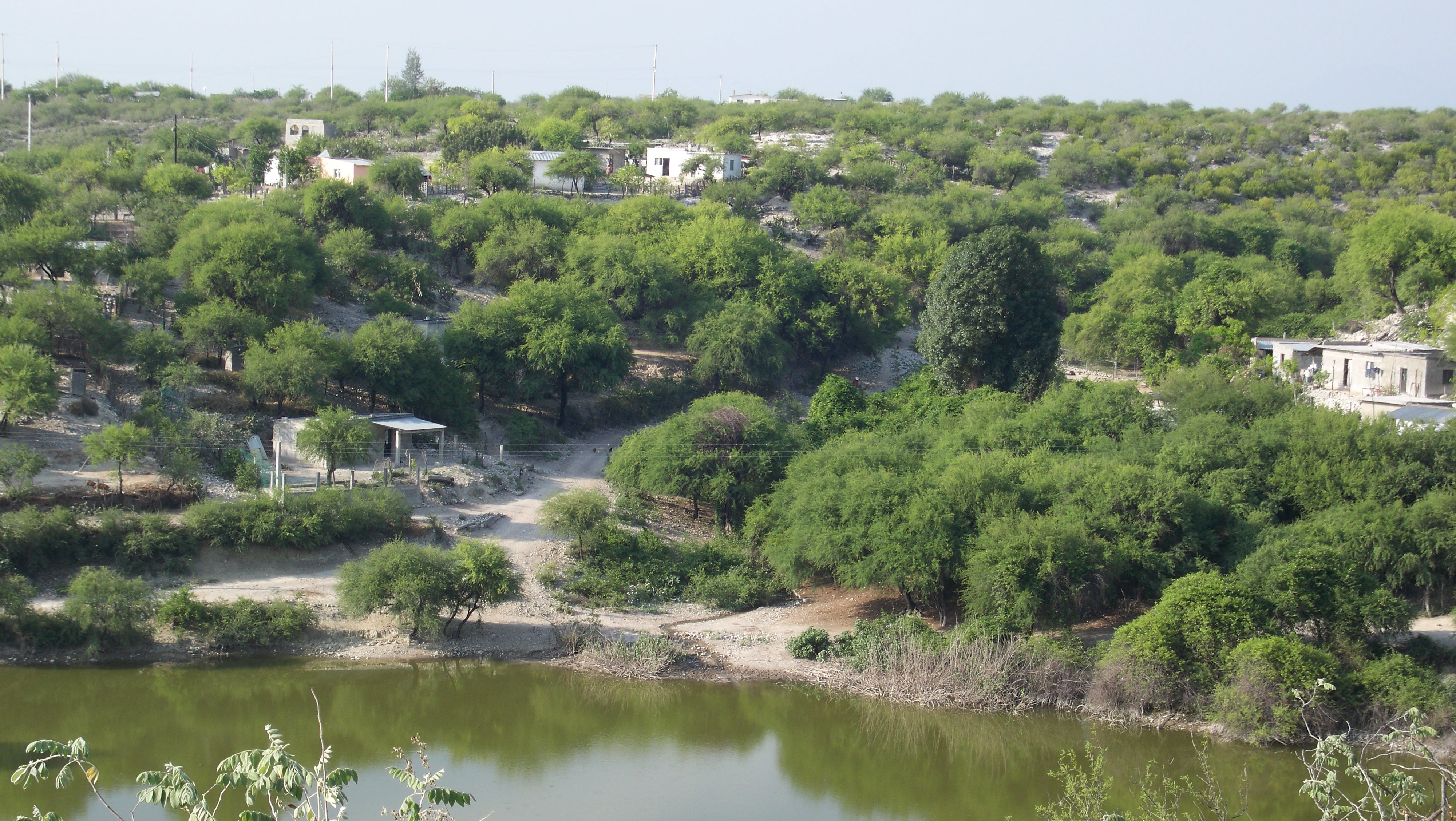
Вид на Ла-Индепенденсию